# 蓋米隘口
蓋米隘口（Gemmi Pass）是位於瑞士瓦萊邦的一個隘口，海拔高度為2,270米。蓋米隘口在福爾摩斯的最終故事最後一案中出現。

## 外部連結
Coolidge, William Augustus Brevoort. . Chisholm, Hugh  (编).  11 (第11版). London: Cambridge University Press. 1911.